# 恩达·肯尼
恩达·肯尼（1951年4月24日—）爱尔兰共和國政治家，前爱尔兰统一党领袖和爱尔兰总理。1975年，肯尼就接替了他的父亲亨利·肯尼，担任梅奥选区的议员（TD）至今，是目前在参众两院的成员任职时间最长的议员。
肯尼曾於1994至1997年担任旅游及贸易部长。他自2002年起出任爱尔兰统一党领导人。2011年領導統一黨於大選取得大勝，結束共和黨逾八十年的第一大黨地位，他領導的統一黨與工黨組織聯合政府。2016年，他成為首個成功連任的統一黨總理。

## 人物生平
恩达·肯尼，在圣帕特里克教育学院和戈尔韦大学接受高等教育，此后曾从事教师职业。
1975年，由于担任议员的父亲去世，年仅24岁的肯尼进入议会，成为爱尔兰历史上最年轻的议员之一。如今，肯尼已经成为爱尔兰议会中任职时间最长的议员。
1986至1987年，肯尼担任爱尔兰教育和劳工部长，1994年12月15日至1997年6月，肯尼出任爱尔兰旅游和贸易部长。
2002年6月，肯尼成为统一党领袖。2007年爱尔兰大选，统一党拿下51席，成為第二大黨。2011年大選，统一党拿下73席，成为众院第一大党，肯尼带领统一党稳扎稳打，沉着应对对手攻击，充分利用选民对援助方案的不满提升支持率。

## 处事特点
肯尼和蔼可亲，性格温和。用妻子菲奥努瓦拉的话说，肯尼从不制造“压力”和“焦虑”，“遇到难题，他总能克服”。 统一党取得议会选举胜利后，一些反对者质疑肯尼能否直面爱尔兰严峻的经济现实，作出艰难抉择。统一党内部一些成员先前也心存疑问。英国《独立报》报道，统一党一名高级成员去年抱怨，爱尔兰深陷债务危机，肯尼过于低调，公众对他缺乏信心，难以接受他成为总理。肯尼较好应对党派内矛盾，注重保持团结。
2010年6月，统一党负责企业事务的发言人理查德·布鲁顿联合一些成员，试图挑战肯尼党内领导人地位。肯尼立即撤销布鲁顿的职务，稳住局势。随后，他又召回布鲁顿进入统一党领导层。事实证明，受债务危机拖累的选民盼望稳定，希望一名沉稳的领导人带领爱尔兰“安全上岸”。肯尼的低调和沉稳赢得了不少选民。英国广播公司报道，肯尼执政后将面临严峻考验，对外要与欧盟讨价还价，国内则必须实施增加税收、削减预算的措施。

## 社会评价
一些分析师说，肯尼善于团结党内人士以及争取其他党派支持，有利于稳定执政，结束选举前政坛混乱的局面。爱尔兰利默里克大学政治分析师托马斯·加拉文将肯尼与爱尔兰总理布赖恩·考恩比较，认为两人风格迥异。按照加拉文的说法，考恩属于管理者类型，善于处理各类事务，而肯尼善于发掘下属能力，使后者各尽其责。肯尼本人在一次电视辩论中说，他更愿意担当船长的角色，如今如愿掌舵。受债务危机拖累的愛爾蘭选民盼望稳定，希望一名沉稳的领导人带领爱尔兰“安全上岸”。

## 私人生活
肯尼喜欢摇滚乐，自称是布鲁斯·斯普林斯汀的歌迷。他热衷登山，称自己曾100多次爬上克罗帕特里克山顶。
肯尼1992年結婚，有一个女儿，為Aoibhinn，以及Ferdia和Naoise兩個兒子。值得一提的是，肯尼的妻子菲奥努瓦拉曾經为共和党重要成员。她先前担任共和党主席的发言人和爱尔兰政府发言人。

## 总理
2011年大選，肯尼領導的統一黨取得大勝，大選中取得76席，與工黨合共取得近三分之二的席次，組建聯合政府。在信任投票中，聯合政府獲166席中的117票支持。

### 政府減薪
上任後，肯尼領導的聯合政府為執行緊縮政策，削減政府的開支，他領導的聯合政府大幅進行減薪。

### 政治改革
在肯尼總理任內，他計劃推行政治改革。他于議會內提出削減下議院議員數目，並計劃廢除上議院，但並未獲通過。不過，下議院議員數目由166席減少至158席，原因在於部分選區的議席數目減少。

### 與梵蒂岡的關係
2011年愛爾蘭天主教會爆發一連串神父性侵犯兒童的性醜聞。身為天主教徒的肯尼公開批評教廷對神職人員性醜聞的處事手法。愛爾蘭國會在七月通過動議，批評教廷駐當地特使，在1997年去信愛爾蘭主教，教唆掩飾性侵犯事件。教廷回應指，信件被人斷章取義，梵蒂岡對神父性侵犯兒童感到遺憾及羞恥，但有關教廷干預愛爾蘭法律的指控並無根據。

### 墮胎有限合法化
愛爾蘭國會下議院2013年7月12日凌晨通過墮胎法，允許醫生在孕婦生命受威脅情況下在國內進行合法墮胎，惟其他情況均是非法。法案在愛爾蘭下議院經過近20小時的激烈辯論後以127對31票獲得通過。

### 同性婚姻
2015年5月22日，是否愛爾蘭同性婚姻合法化並修改憲法舉行全民公決，結果顯示62%的投票者贊成。愛爾蘭共和國正式成為世界上第一個通過全民公決把同性婚姻合法化的國家。公投議案獲主要政黨支持，包括肯尼領導的統一黨。愛爾蘭總理肯尼說，這是「一個小國」向世界發出的「爭取平等的大信號」。